# Campioni italiani assoluti di atletica leggera - Lancio del martello femminile
Questa pagina raccoglie un elenco di tutte le campionesse italiane dell'atletica leggera nel lancio del martello, ultima specialità (insieme al salto con l'asta) inserita nel programma delle gare femminili dei campionati italiani assoluti. Entrò nel panorama della competizione nel 1995 e da allora continua a farne parte. L'attrezzo utilizzato ha il peso di 4 kg.

## Albo d'oro
| Anno | Atleta (società)                                       | Prestazione |
| ---- | ------------------------------------------------------ | ----------- |
| 1995 | Silvia Lazzari CUS Parma                               | 60,78 m     |
| 1996 | Monica Torazzi Pro Patria Milano                       | 55,88 m     |
| 1997 | Maria Tranchina CUS Palermo                            | 58,76 m     |
| 1998 | Ester Balassini Gruppi Sportivi Fiamme Gialle          | 59,48 m     |
| 1999 | Ester Balassini Gruppi Sportivi Fiamme Gialle          | 61,39 m     |
| 2000 | Ester Balassini Gruppi Sportivi Fiamme Gialle          | 65,45 m     |
| 2001 | Ester Balassini Gruppi Sportivi Fiamme Gialle          | 67,00 m     |
| 2002 | Clarissa Claretti Centro Sportivo Aeronautica Militare | 64,32 m     |
| 2003 | Clarissa Claretti Centro Sportivo Aeronautica Militare | 66,59 m     |
| 2004 | Alessandra Coaccioli Bracco Atletica                   | 55,05 m     |
| 2005 | Ester Balassini Gruppi Sportivi Fiamme Gialle          | 73,59 m     |
| 2006 | Clarissa Claretti Centro Sportivo Aeronautica Militare | 71,49 m     |
| 2007 | Clarissa Claretti Centro Sportivo Aeronautica Militare | 67,95 m     |
| 2008 | Clarissa Claretti Centro Sportivo Aeronautica Militare | 72,46 m     |
| 2009 | Clarissa Claretti Centro Sportivo Aeronautica Militare | 70,56 m     |
| 2010 | Silvia Salis Gruppo Sportivo Fiamme Azzurre            | 70,23 m     |
| 2011 | Silvia Salis Gruppo Sportivo Fiamme Azzurre            | 69,57 m     |
| 2012 | Silvia Salis Gruppo Sportivo Fiamme Azzurre            | 70,18 m     |
| 2013 | Micaela Mariani CUS Pisa Atletica Cascina              | 63,14 m     |
| 2014 | Micaela Mariani CUS Pisa Atletica Cascina              | 66,24 m     |
| 2015 | Silvia Salis Gruppo Sportivo Fiamme Azzurre            | 67,51 m     |
| 2016 | Francesca Massobrio Gruppo Sportivo Fiamme Oro         | 62,31 m     |
| 2017 | Sara Fantini CUS Parma                                 | 66,81 m     |
| 2018 | Sara Fantini Centro Sportivo Carabinieri               | 63,72 m     |
| 2019 | Sara Fantini Centro Sportivo Carabinieri               | 69,75 m     |
| 2020 | Sara Fantini Centro Sportivo Carabinieri               | 68,50 m     |
| 2021 | Sara Fantini Centro Sportivo Carabinieri               | 70,34 m     |
| 2022 | Sara Fantini Centro Sportivo Carabinieri               | 71,57 m     |
| 2023 | Sara Fantini Centro Sportivo Carabinieri               | 71,02 m     |
| 2024 | Sara Fantini Centro Sportivo Carabinieri               | 71,32 m     |
| 2025 | Sara Fantini Centro Sportivo Carabinieri               | 70,42 m     |